# دنیل امبرز
دنیل امبرز (انگلیسی: Daniel Embers؛ زادهٔ ۱۴ آوریل ۱۹۸۱) بازیکن فوتبال اهل آلمان است.
از باشگاه‌هایی که در آن بازی کرده‌است می‌توان به باشگاه فوتبال بروسیا مونشن‌گلادباخ اشاره کرد.